# Neviditelná výstava
Neviditelná výstava je interaktivní výstava přibližující svět nevidomých a slabozrakých. Cílem Neviditelné výstavy je prezentovat svět nevidomých, svět ve tmě, jejž mohou návštěvníci zakoušet pouze čichem, chutí, hmatem a sluchem. S pomocí nevidomého průvodce mají příležitost se naučit, jak se zorientovat na ulici, ve městě, jakým způsobem uvařit oběd a jak zaplatit např. šálek kávy - zcela beze zraku.
Neviditelná výstava je vytvořena podle maďarského vzoru; v Budapešti je jako výstava stálá již od roku 2007. Od roku 2011 je stejná výstava také ve Varšavě.
Neviditelná výstava v Čechách sídlí v Praze na Novoměstské radnici na Karlově náměstí.